# Château de la Gonnivière
Le château de la Gonnivière (connu aussi sous le nom de manoir de la Gonnivière), est une demeure des XVIIe et XVIIIe siècles qui se dresse sur la commune déléguée des Veys au sein de la commune nouvelle de Carentan-les-Marais dans le département de la Manche, en région Normandie.

## Le château
La Gonnivière a probablement été bâtie par Nicolas II de la Gonnivière (1625-1676), conseiller du roi et vicomte de Carentan (sans information plus précises sur sa date de construction à notre connaissance). Elle se dresse sur une parcelle de terre héritée de sa femme Anne Penon, située à l’époque à Beuzeville-sur-le-Vey (réunie à la commune d’Auville-sur-le-Vey en 1837 sous le nom des Veys). Elle fut transformée intérieurement au cours du XVIIIe siècle et au début du XIXe siècle et fut habitée par les Gonnivière jusqu’en 1880.

## Description
De plan rectangulaire, le corps principal présente deux façades symétriques au niveau des ouvertures, avec une prédominance de pleins sur le vide. 
Construit avec un mélange de pierres locales, ses façades étaient manifestement enduites, mais cet enduit s’est effrité avec le temps.
Il est coiffé d’une toiture à quatre pans à pentes accentuées et ceint de deux souches de cheminée à chaque extrémité (charpente d’origine en orme et chêne à chevronnage très serré — peut-être l’indication d’une ancienne toiture en pierre ? —, avec voligeage en résineux et couverture en ardoises probablement remaniés au début du XXe siècle. Une série de lucarnes à frontons triangulaires, plus étroites aux extrémités, rythme l’ensemble de la bâtisse. Un escalier hélicoïdal et sa rampe en fer forgé se nichent dans une tourelle, ajoutée postérieurement sur le pignon Sud.
L’entrée est, côté cour, est de toute évidence la façade « secondaire ». Par ailleurs, il faut noter qu’à la suite de blessures importantes contractées lors de la seconde guerre mondiale, elle fut recouverte d’un crépi ciment. A l’époque, la réfection de cette dernière mit au jour deux oculi de part et d’autre de la porte d’entrée. Ils n’ont pas été rétablis mais demeurent dans le mur dans l’attente de leur restauration.
On accède à la façade Ouest, côté jardin, en passant par une petite porte cintrée.
Plus majestueuse, la façade Ouest semble conçue comme la façade principale. Un petit perron avec trois balustres dont l’accès se fait par un escalier à double révolution couvert d’une loggia, dessert la porte d’entrée principale décorée de deux pilastres cannelés à chapiteaux ioniques. Cette loggia est sans nul doute postérieure à la construction : la fenêtre qui la surplombe a été réduite en hauteur et recouvre le linteau décoré. Selon les quelques sources iconographiques montrant la façade entre les années 1960 et 1990, nous remarquons que la loggia possédait au XXe siècle un toit à trois pans.  
Cette partie centrale du logis se prolonge par un deuxième étage et s’élance dans un toit à l’impérial percé d’une lucarne ovale.

## Histoire contemporaine
Lors de la Seconde Guerre mondiale, le 826th Air Engineers Battalion (9th USAAF), entame la construction d’une piste d’un kilomètre et demi, large de plus de 35 mètres, ainsi qu’une piste secondaire d’urgence (« crash strip ») sur les communes de Catz, des Veys et de Saint-Pellerin. Les élévations et les rangées d’arbres de la Gonnivière n’échappent pas à l’opération et sont rasées par l’armée américaine à la mi-juin 1944. En seulement quatre jours, le nouvel aérodrome, « A10 Airfield », est paré pour accueillir les chasseurs-bombardiers P47 « Thunderbolt » et des P38 « Lightning ».

## Sources
(janvier 2024).
- 130 Châteaux de la Manche - centre et Sud, Jean Barbaroux, Heimdal, 1982
- Société archéologique de la Manche, Cinquième série, 1976
- Quercus en baie des Veys, 08-1996